# Santuario della Comparsa
La chiesa di Sant'Anna, maggiormente nota con il nome di santuario della Comparsa o santuario della Madonna di Piné, è un luogo di culto cattolico, santuario mariano e chiesa parrocchiale di Montagnaga, frazione del comune di Baselga di Piné in provincia di Trento.

## Storia

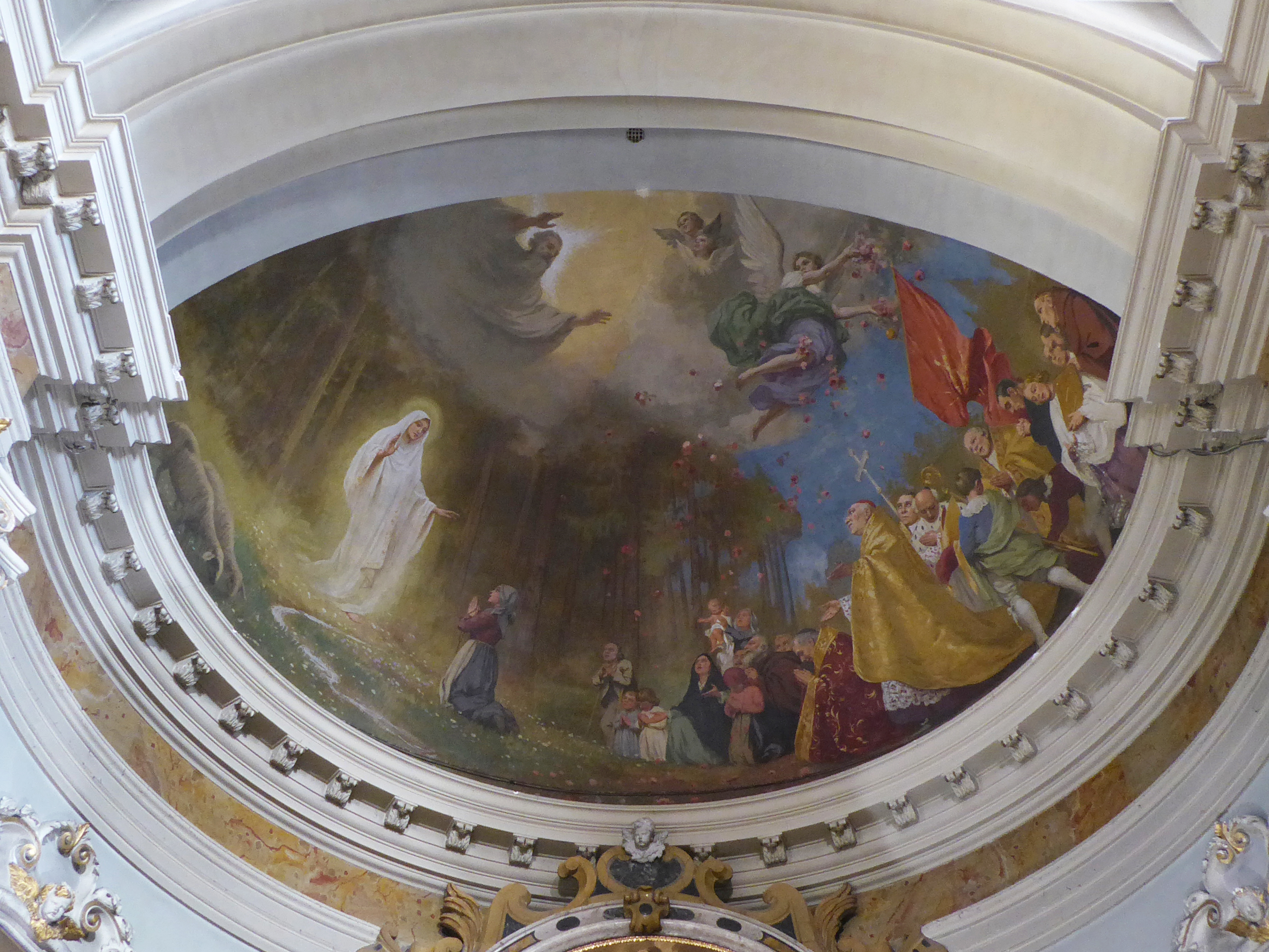
L'affresco del catino absidale, opera di Duilio Corompai, raffigurante la prima apparizione della Madonna di Piné a Domenica Targa e l'accorrere di vari pellegrini, fra cui il patriarca di Venezia La Fontaine e il vescovo di Trento Endrici.

Una prima chiesa dedicata a sant'Anna, di piccole dimensioni, è documentata nel paese di Montagnaga nel 1648. La chiesa venne eretta ad espositura della pieve di Piné il 5 novembre del 1700. Tra il 1729 e il 1730 la giovane pastorella Domenica Targa ricevette cinque apparizioni della Vergine Maria, alcune delle quali all'interno della chiesa, davanti a un'immagine devozionale della Madonna di Caravaggio realizzata da Elena Marchetti Zambaiti di Trento che era stata collocata nella chiesa proprio nel 1729. A seguito di queste apparizioni, dette della "Madonna di Piné", la chiesa divenne luogo di culto mariano.
La piccola chiesetta non era sufficiente ad accogliere il grande afflusso di pellegrini che si era formato e quindi, a partire dal 1730, venne costruito un nuovo edificio sul sito del precedente, su progetto dell'architetto Antonio Brusinelli e sotto il patronato del conte Gerolamo Buccelleni, canonico del duomo di Trento. Completata la cupola nel 1737 e gli stucchi (opera di Bernardo Pasquelli) nel 1740, l'edificio originario venne infine demolito. Il campanile venne terminato nel 1743, e la chiesa venne consacrata il 16 maggio 1751 da monsignor Leopoldo Ernesto Firmian, principe vescovo di Secovia.
La chiesa venne sottoposta ad un altro ampliamento, per volere del rettore don Francesco Maria Setti e di don Giuseppe Zanotelli, tra il 1877 e il 1880. Il lavoro, su progetto di Luigi Liberi, vide la ricostruzione completa dell'abside, della sacrestia e del pronao, l'allungamento dei bracci e la costruzione di quattro ambienti quadrati laterali. Pasquale Bianchi e Giuseppe Cometti rifecero gli stucchi della cupola, e il berlinese Emilio Hoffmann realizzò le decorazioni pittoriche dei soffitti e delle volte (poi quasi totalmente cancellate da un intervento del 1970). Venne inoltre montato un orologio sul campanile. Dopo il termine dei lavori, il 16 ottobre 1881 la chiesa venne riconsacrata dal vescovo di Trento Giovanni Giacomo della Bona, e nel 1885 venne eretta a rettoria della pieve di Piné.
Nel 1894 si realizzarono nuovi restauri e nel 1894 il vescovo Eugenio Carlo Valussi pose sull'immagine sacra della Madonna di Caravaggio una corona d'oro e pietre preziose. Durante la prima guerra mondiale la chiesa non venne bombardata, ma vennero requisite le campane, le canne dell'organo e la copertura in rame.
Fu elevata a dignità di parrocchiale il 2 maggio 1919 e l'edificio fu oggetto di vari interventi nel corso di tutto il XX secolo e anche nel secondo decennio del XXI secolo.

## Descrizione

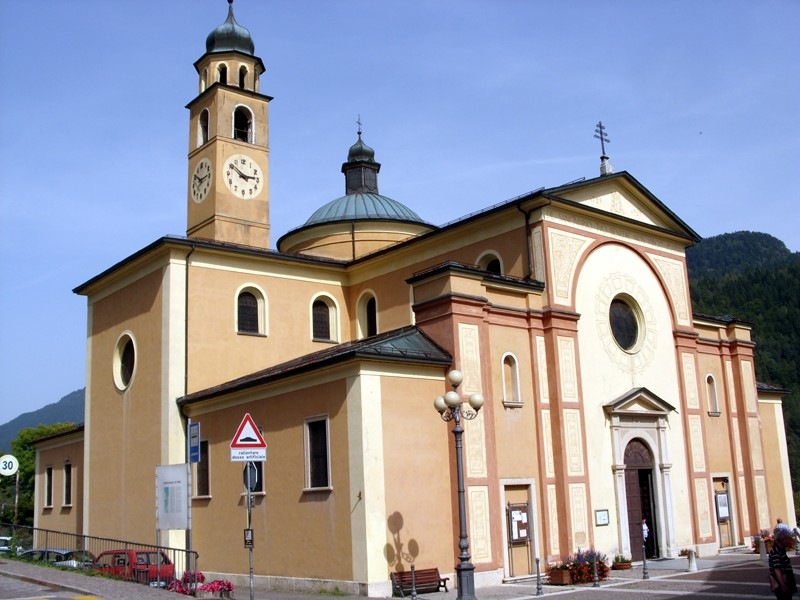
Il santuario nel 2008.

La chiesa di Sant'Anna è un edificio a pianta a croce greca, orientato verso nord e realizzato in muratura in pietrame intonacata. La facciata è tripartita da coppie di pilastri tuscanici e sormontata da un frontone triangolare: il segmento centrale della facciata è caratterizzato da un incasso a tutto sesto, entro il quale si trova il portone architravato con frontone triangolare e una finestra circolare. I segmenti laterali presentano portali rettangolari, sovrastati da una monofora cieca.
Navata e transetto sono entrambi rettangolari, e all'incrocio coperti da una cupola a spicchi su pennacchi; ai quattro angoli esterni in cui s'incrociano navata e transetto sono addossate altrettanti ambienti a pianta rettangolare, che fungono da sacrestia (quello di nord-est), deposito (nord-ovest), sala ex voto (sud-est) e penitenzieria (sud-ovest).
Il campanile a pianta quadrata si erge ad ovest ed è realizzato in muratura di pietra intonacata; è caratterizzato da fasce orizzontali e in cima è dotato di orologi e di cella campanaria a monofore; il tetto consiste in un cupolino poggiato su tamburo ottagonale che funge da seconda cella campanaria. Al lato opposto della chiesa è presente anche un piccolo campanile a vela, con campana singola e copertura a spioventi.

### Interno

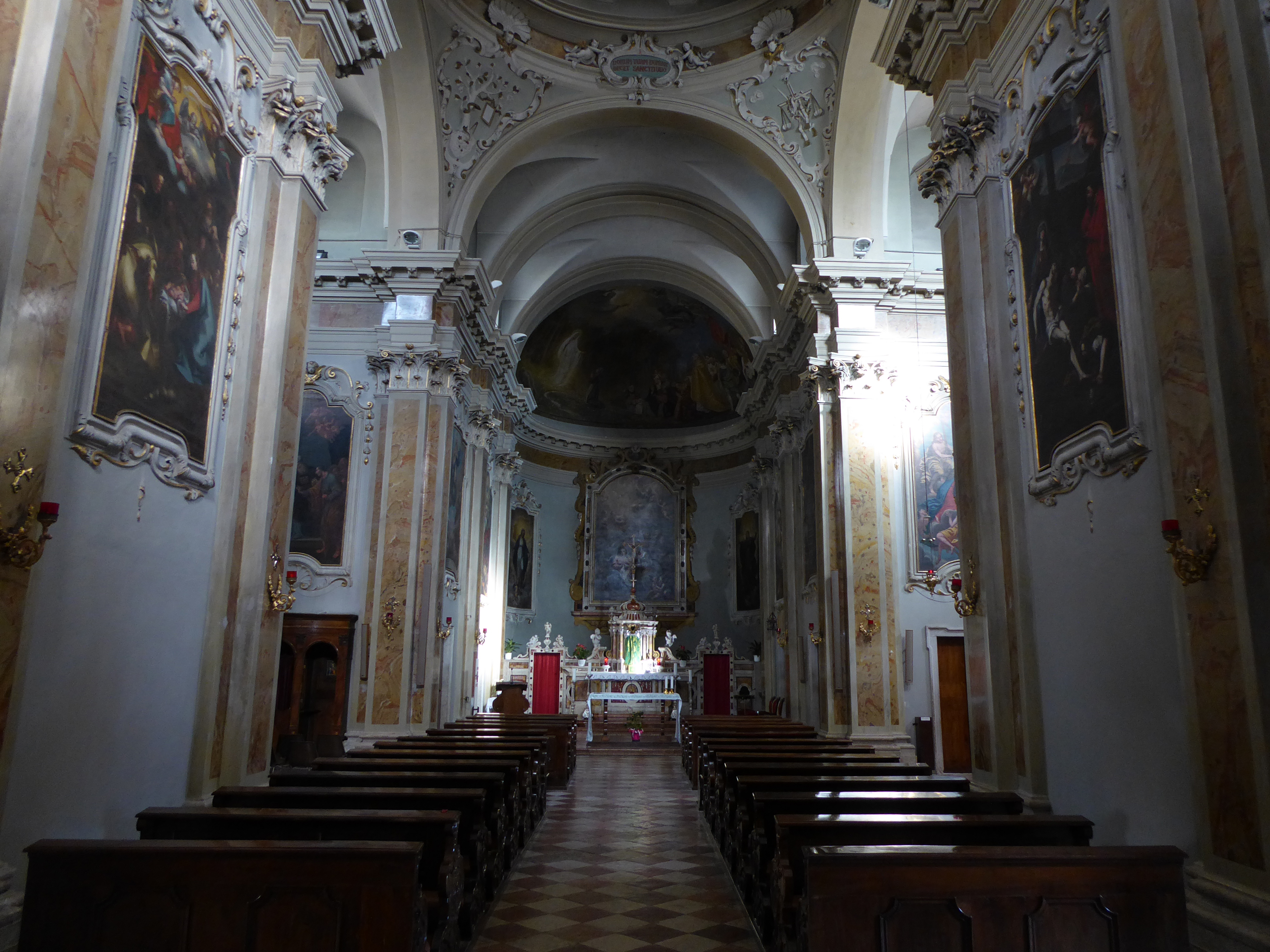
Vista dell'interno.

L'interno è a navata unica, suddivisa in cinque campate, intersecata in corrispondenza della quarta dal transetto che termina con due cappelle laterali; il presbiterio, rialzato di un gradino, è preceduto da un arco santo a tutto sesto e termina con un'abside semicircolare. Le pareti sono scandite a paraste corinzie su cui poggia il cornicione marcapiano perimetrale, sopra il quale si aprono finestre centinante (una per lato in ogni campata). Dodici portali disposti in vari punti della chiesa conducono agli ambienti d'angolo.

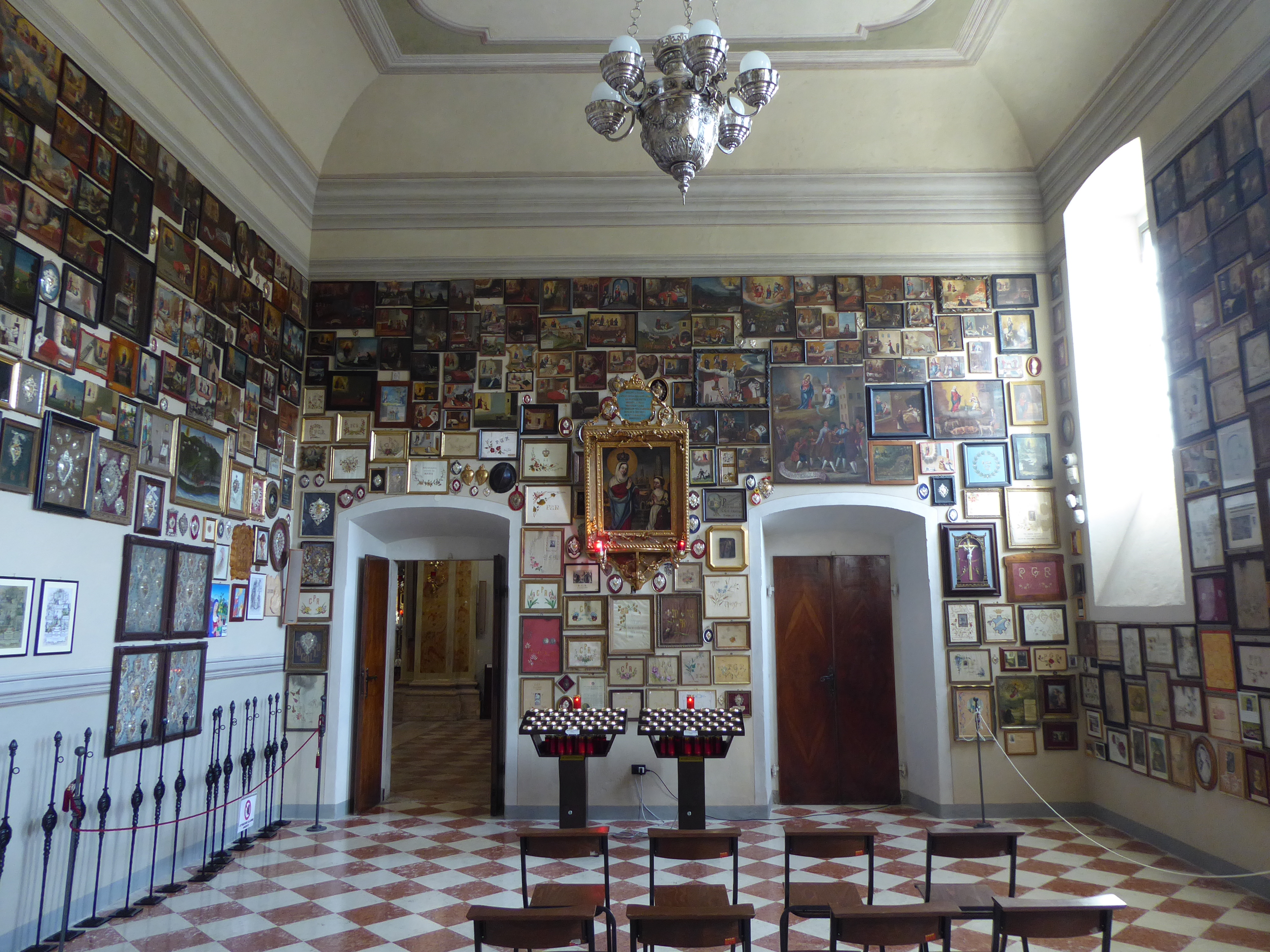
L'ambiente laterale con gli ex voto.

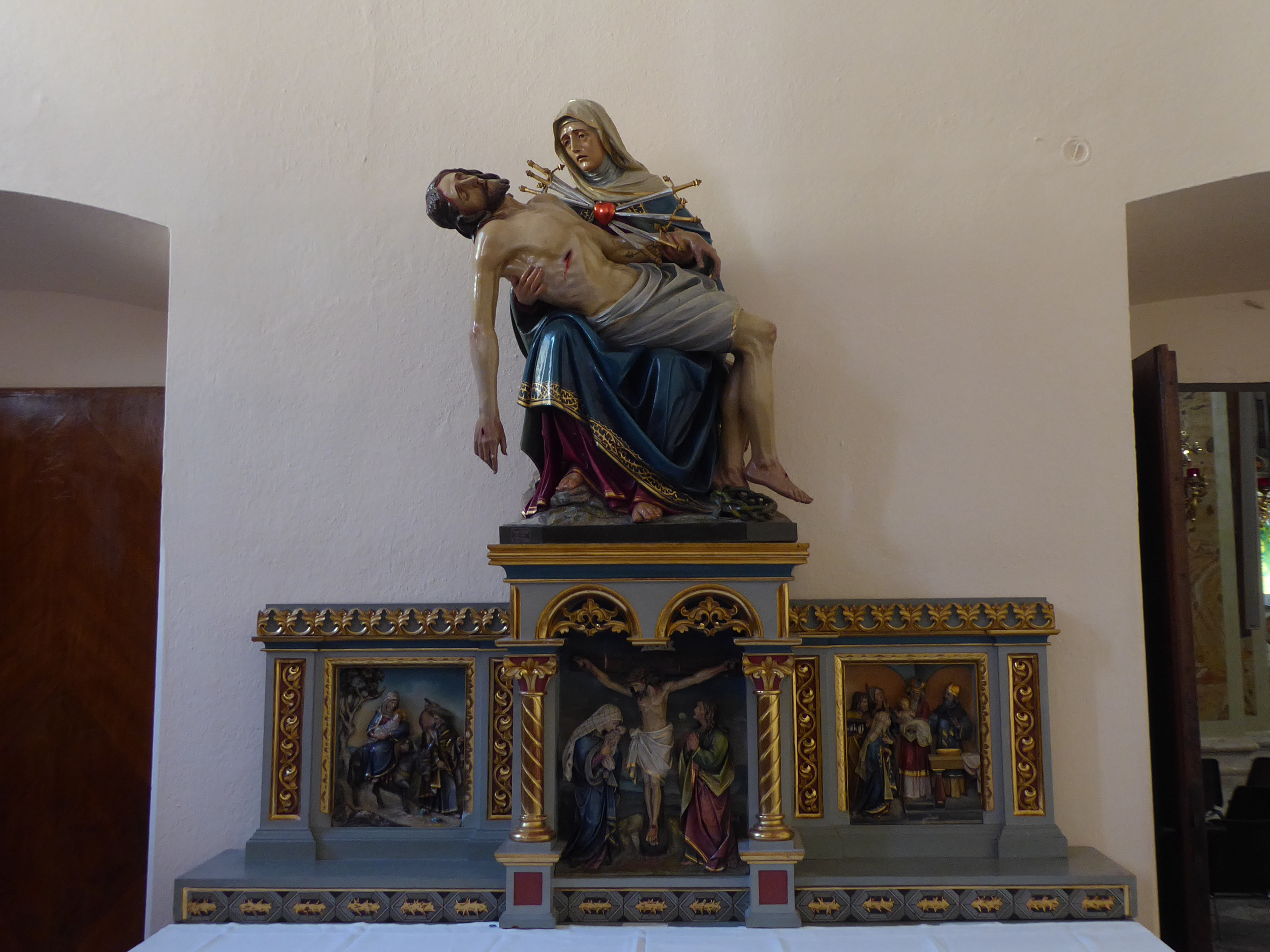
L'altare ligneo dell'Addolorata nella sala delle confessioni.

L'altare maggiore barocco in marmo policromo è intitolato a sant'Anna e vi si trova una tela di Francesco Unterperger di Cavalese risalente al 1747, che raffigura la Madonna con Gesù Bambino in visita a sant'Anna. L'altare est è dedicato alla Madonna di Caravaggio e ospita la tela del 1729 realizzata da Elena Zambaiti Marchetti di Trento, che fu benedetta dalla Vergine Maria durante l'apparizione dell'8 settembre 1729. L'altare ad ovest è invece dedicato alla Madonna del Carmine e a Sant'Antonio di Padova. Infine, nella penitenzieria si trova un quarto altare dedicato a Maria Addolorata, dove sono illustrati i suoi "sette dolori", attribuito a Ferdinando Stuffleser di Ortisei.
La sala sudorientale, in cui si trova l'originale quadro della Madonna di Caravaggio portato dal santuario bergamasco da Giacomo Moser, contiene anche oltre 7.000 ex voto, i più antichi risalenti al XVIII secolo. Il santuario conserva inoltre sedici tele realizzate da vari autori tra il XVIII e il XIX secolo, in gran parte raffiguranti episodi della vita di Maria; i soggetti sono:
- Martirio di San Biagio (ignoto veneto, XVIII secolo)
- Deposizione dalla croce (ignoto, XVIII secolo)
- Madonna del Patrocinio, con i titoli di "aiuto dei cristiani", "consolatrice degli afflitti" e "rifugio dei peccatori" (Nicolò Dorigati, XVIII secolo)
- Incoronazione di Maria (Nicolò Dorigati, XVIII secolo)
- Presentazione di Maria al tempio (Nicolò Dorigati, XVIII secolo)
- Angelo custode (ignoto, XVIII secolo)
- Maria Assunta in cielo (Giuseppe Cappelletti, XVIII secolo)
- Maria Immacolata (Giuseppe Cappelletti, XVIII secolo)
- San Michele scaglia Satana sulla terra (ignoto, XVIII secolo)
- Madonna patrona e protettrice dell'altopiano di Piné; ex voto della comunità pinetana del 1737, con l'immagine del primo santuario (Nicolò Dorigati, XVIII secolo)
- Sposalizio di Maria Santissima e San Giuseppe (Nicolò Dorigati, XVIII secolo)
- Madonna del Rosario con San Domenico (Pietro Canela, 1730)
- Estasi di San Filippo Neri (Pietro Ricchi il Lucchese, XVII secolo)
- Annunciazione dell'angelo a Maria Vergine (Nicolò Dorigati, XVIII secolo)
- Natività di Gesù (ignoto, XVIII secolo)
- Adorazione di San Filippo Neri (Andrea Rensi, 1761)